# 喬治·史丁尼
喬治·朱尼厄斯·史丁尼（英語：George Junius Stinney Jr.，1929年10月21日—1944年6月16日）是美國在20世紀處決過年紀最小的少年死刑犯，喬治·史丁尼被處決時年僅14歲。喬治案的爭議點除了他被處決時的年齡，還有整起案件的程序與罪責都同樣受到質疑。2014年12月17日，南卡羅萊納州法官卡爾曼·穆林斯（Carmen Mullins）宣布撤銷喬治·史丁尼的罪名。

## 案件
喬治是一個非洲裔美國人，因涉嫌在1944年3月23日於南卡羅萊納州克拉倫登郡殺害兩名白人女孩，11歲的貝蒂·瓊·賓尼克（Betty June Binnicker）和8歲的瑪麗·埃瑪·泰晤士（Mary Emma Thames）而被捕。兩名女孩騎自行車出門採花時失蹤，她們經過史丁尼家，曾停下來問喬治和他妹妹凱撒琳（Katherine）哪裡可以找到西番蓮。她們後來遲遲沒有回家，附近居民組織了數百人的搜索隊希望能找到她們，但卻只在隔天早上於水溝中發現她們頭部受傷的遺體。
喬治後來遭到逮捕，幾名白人警察將他隔離在上鎖的房間內審訊，現場沒有其他證人。幾小時後，一名副警長就出面宣布喬治已經承認一切罪狀。警方表示，喬治想和貝蒂發生性行為，但遭到拒絕，此時因為瑪麗想脫逃，喬治就動了殺機。喬治先攻擊瑪麗，但遭到反擊，於是改成攻擊貝蒂，警方也在現場發現一根4.5尺長的鐵路道釘。副警長表示，喬治顯然襲擊成功，受害者的頭部有嚴重的鈍挫傷，甚至有4到5片頭蓋骨被敲下來。
喬治隨即被控以一級謀殺罪罪名，鎮民的情緒在短短幾小時內由悲傷轉成憤怒。由於喬治的黑人身份，因此種族主義情緒也跟著出現，小鎮的政治氛圍緊繃而對立。鎮民威脅要對喬治動用私刑，但在他們來得及這麼做之前，喬治就已被執法當局轉送至查爾斯頓市。喬治的父親被鎮上的木材廠解僱，史丁尼全家連夜搬離克拉倫登郡，以免被憤怒的鎮民攻擊。
喬治的審判在1944年4月24日早上10點於克拉倫登郡法院大樓開庭，中午休庭，2點30分繼續審判。法院指定由30歲的律師查爾斯·普勞頓（Charles Plowden）為喬治辯護，他沒有質詢證人，主要辯詞是查爾斯年紀還太小，不可能做出這樣的犯罪行為。然而，根據當時的南卡羅萊納州州法，州民過了14歲就是成年，依法需接受成年人的法律規範。整場法庭攻防在下午4點30分結束，陪審團短暫休息後又商議了10分鐘，之後就判決喬治有罪，應求處死刑。當法庭詢問被告是否上訴時，普勞頓代表喬治回答史丁尼家沒有錢支付上訴費。另外，貝蒂·賓尼克的姊姊洛琳·賓尼克·貝利（Lorraine Binnicker Bailey）事後接受傳記作家馬克·瓊斯（Mark Jones）訪問時則表示：
|                                                                        | 每個人都知道他做了什麼，即使是在開庭審判前，也早已知道這件事是他做的。但我不認為他們對他有做過足夠的調查審判。 |
| ——Lorraine Binnicker Bailey，South Carolina Killers: Crimes of Passion | |

在克拉倫登當地的教堂，美國全國有色人種協進會和工會向時任南卡羅萊納州州長的奧林·約翰斯頓請願，希望停止執行喬治·史丁尼的死刑，並將刑罰改判為無期徒刑，因為喬治的年紀實在太小。喬治的死刑引起輿論爭議，有民眾寫信向州長表示：「處決兒童是希特勒才會做的事。」但也有人支持處決喬治：「很高興聽到您對黑鬼史丁尼的決定。」無論約翰斯頓是站在哪一邊，當時他都沒有做任何評論。

## 處決與後續
1944年6月16日，南卡羅萊納州在哥倫比亞市以電椅死刑的方式處決年僅14歲的喬治·史丁尼。當天晚上7點30分，喬治抱著一本聖經走向行刑室。由於他的身高只有153公分，體重也只有40公斤，劊子手不僅在調整電極時遇上困難，甚至也找不到適合他臉型大小的面罩，過大的面罩不斷從他臉龐滑落。喬治·史丁尼在行刑後4分鐘內被宣告死亡，當時距離案發僅僅只有81天。
自2014年被判為無罪後，2022年，南卡羅萊納州議會代表塞扎爾·麥克奈特以南卡羅萊納州政府名義賠償史丁尼家族後裔1000萬美金。

## 大眾文化
喬治·史丁尼案後來在1988年由作家戴維·斯托特改編成小說《卡羅萊納秘辛》（Carolina Skeletons），該小說在1989年獲得愛倫·坡獎最佳新作。斯托特在小說中認為喬治是無辜的，他為喬治虛構了一個名字「布拉格」（Bragg），並為他虛構一個姪子，在他被處死後10年回克拉倫登發掘真相。
這本小說後來由導演約翰·厄曼改編成同名電影，由肯尼·布蘭克飾演布拉格（喬治），小路易斯·格賽特演布拉格的弟弟詹姆斯（James），取代小說中姪子的角色。肯尼·布蘭克之後因此片獲藝術新秀獎提名為1993年度電視電影最佳年輕演員。卡林·帕森斯（Karyn Parsons）於2019年發行的書籍《How High the Moon》中有一個子情節的內容與斯汀尼案相似，均談及其中一個主要角色的朋友因謀殺兩個白人女孩而被陷害。